# Jorge Chávez Dartnell

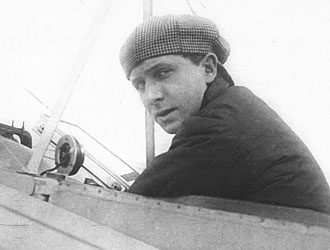
Jorge Chávez in seiner Blériot

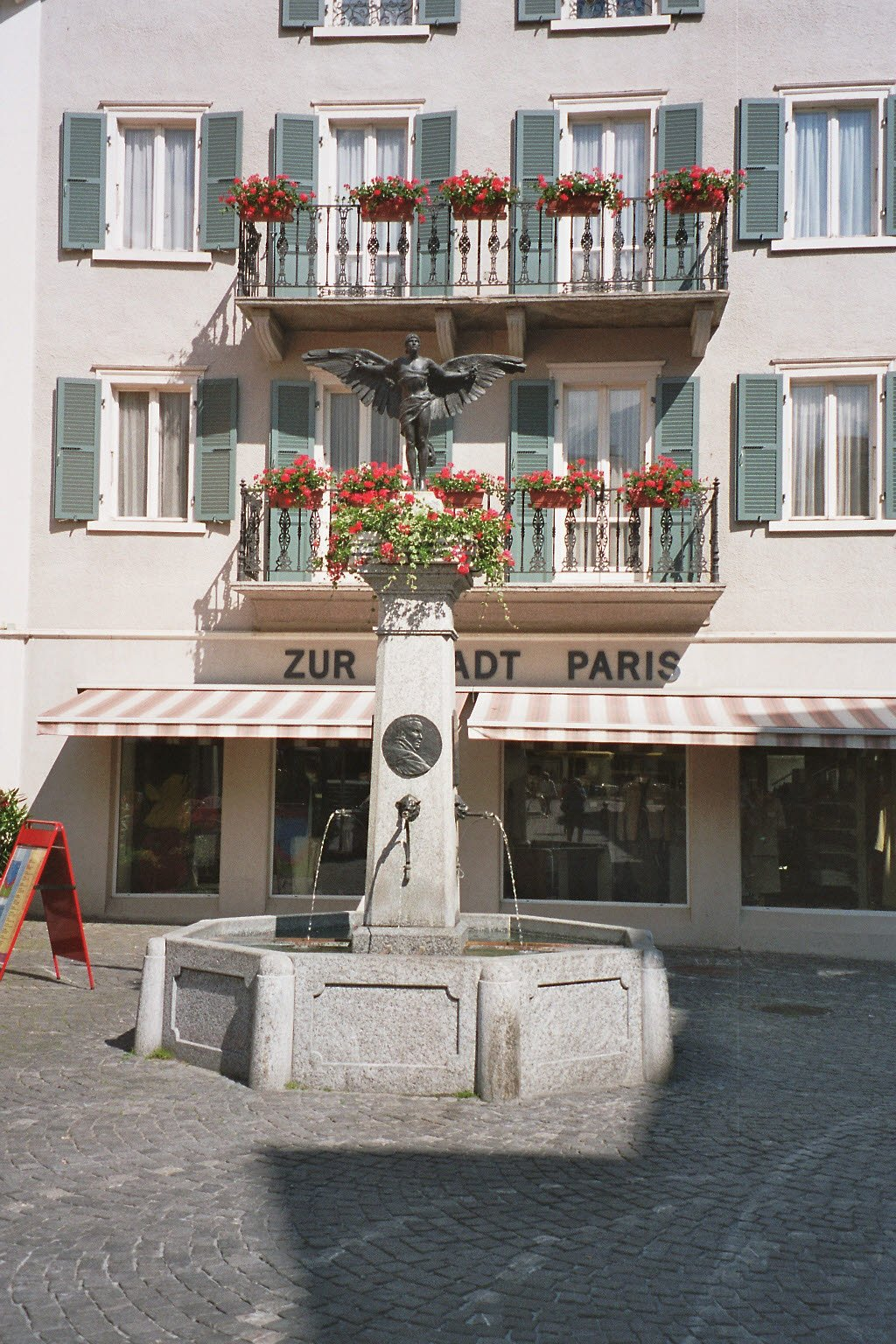
Denkmal für Jorge Chávez Dartnell in Brig

Jorge Chávez (in der Schweiz auch bekannt unter dem Namen Geo Chavez, von George) (* 13. Juni 1887 in Paris; † 27. September 1910 in Domodossola) war ein peruanisch-französischer Luftfahrtpionier, der als erster Mensch mit einem Flugzeug den Alpenhauptkamm überquerte.

## Leben
Der Sohn eines nach Frankreich ausgewanderten peruanischen Millionärs absolvierte 1910 die Flugschule Henri Farmans und erhielt den französischen Pilotenschein Nr. 32. Anschließend errang er zahlreiche Preise für fliegerische Leistungen und führte eine Reihe von Rekordflügen durch. So erreichte er im September 1910 eine Höhe von fast 2.500 m (nach anderer Quelle 2652 m), während Hubert Latham ein Jahr zuvor nur 155 m erzielt hatte. Nach intensiver Vorbereitung und Geländeerkundung, während seine Konkurrenten Charles Weymann und Pierre Emile Taddéoli bereits erfolglose Versuche unternahmen, startete er am 23. September 1910 auf einer Wiese (Koordinaten) in Ried-Brig, um mit seinem Blériot-XI-Eindecker (angetrieben von einem 50-PS-Gnôme-Umlaufmotor) den 2000 m hohen Simplonpass nach Domodossola zu überfliegen und so den ersten Flug über die Alpen zu meistern. Am 19. September hatte er bereits einen Versuch wegen Turbulenzen und Kälte abgebrochen. Der von zahlreichen Schaulustigen beobachtete Flug am 23. gelang zunächst, doch bei der Landung nach 42 Minuten Flugdauer brach das Flugzeug bei dem Versuch, es nach einem Sturzflug abzufangen, auseinander, da die Konstruktion aus Eschenholz, Stahlrohren, Baumwoll- und Leinenstoff der Beanspruchung nicht standhielt.
Chavez wurde bei dem Absturz aus 10 bis 20 Meter Höhe schwer verletzt und starb am 27. September 1910 im Spital von Domodossola. Seine Leiche wurde nach Paris überführt, wo Chávez auf dem Friedhof Père-Lachaise im Familienmausoleum beigesetzt wurde. 1957 wurden seine sterblichen Überreste nach Peru gebracht.
Seinem Landsmann Jean Biélovucic (* 30. Juli 1889) gelang der Flug am 25. Januar 1913. Er überflog den Simplonpass und landete nach 15 Minuten in Domodossola.

## Ehrungen
- Zum Andenken an den Luftfahrtpionier erhielt der internationale Flughafen der peruanischen Hauptstadt Lima den Namen Aeropuerto Internacional Jorge Chávez.
- In Brig wurde ein Brunnen mit der Skulptur eines geflügelten Menschen ausgestattet und ihm zu Ehren Chavez-Brunnen (Koordinaten) genannt.[5]
- In Ried-Brig befindet sich in der Nähe des Startplatzes das Chavez-Denkmal (Koordinaten).
- Zum 100. Jahrestag des Fluges wurde am Startplatz eine Gedenkfeier abgehalten.[6]
- Im Rahmen der Unterhaltungssendung Jetzt oder nie – Lebe deinen Traum des Schweizer Fernsehens vom 30. September 2018 fliegt Raoul Geiger mit einem Elektrosegler (Ruppert Archaeopteryx) vom selben Startplatz aus über den Simplonpass.[7]